# Fulnek
Fulnek (németül Fulneck) kisváros Csehországban. 

## Fekvése
Morvaországban található, Opavától kb. 25 km-re délre, a 47-es út mentén, az 57-es út kereszteződésében.

## Története
Fulnek alapításának pontos dátuma nem ismert, 1293-ban már mint város volt említve. Egykor a híres borostyánút városa volt.
1618 és 1622 között a városban tanított a magyar felmenővel is rendelkező Jan Amos Komenský, azaz Comenius is.
A fulneki kolostor 1389-ben épült. Egykori gótikus stílusú várát a 17. század végén barokk stílusú kastéllyá alakították át.
Híres a reneszánsz tornyú városháza is, mely a második világháború alatt megrongálódott, de 1945 után felújították.

## Nevezetességei
- Szentháromság-templom

## Híres emberek
- Hopp Ferenc optikus, utazó, műgyűjtő
- Franz Konwitschny zenész
- Tallherr József építész

## Képek

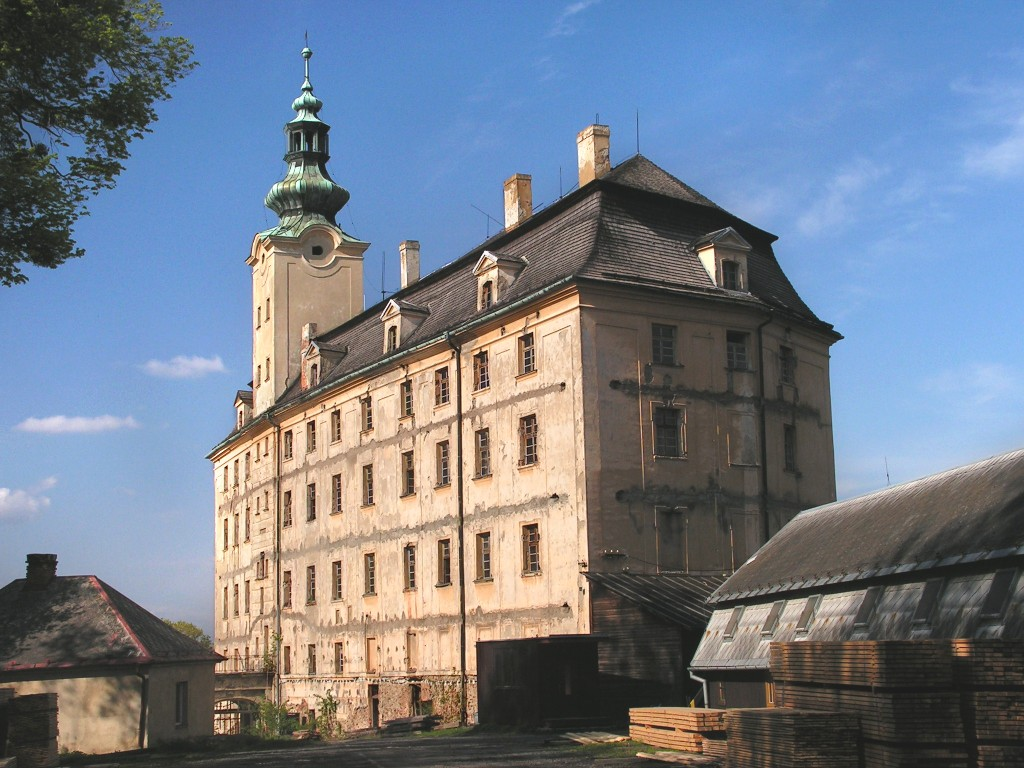
A fulneki kastély
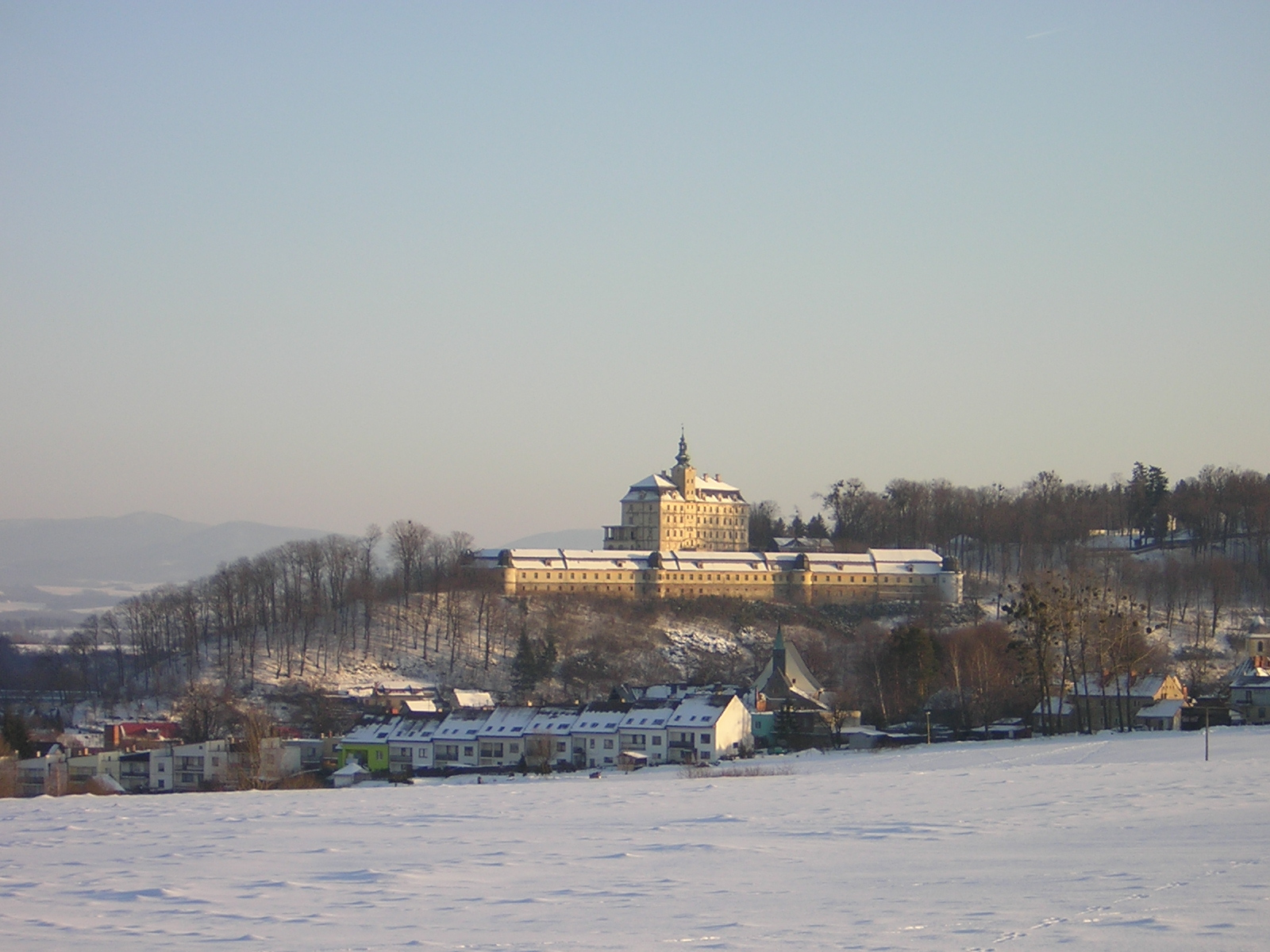
A kastély távolabbról
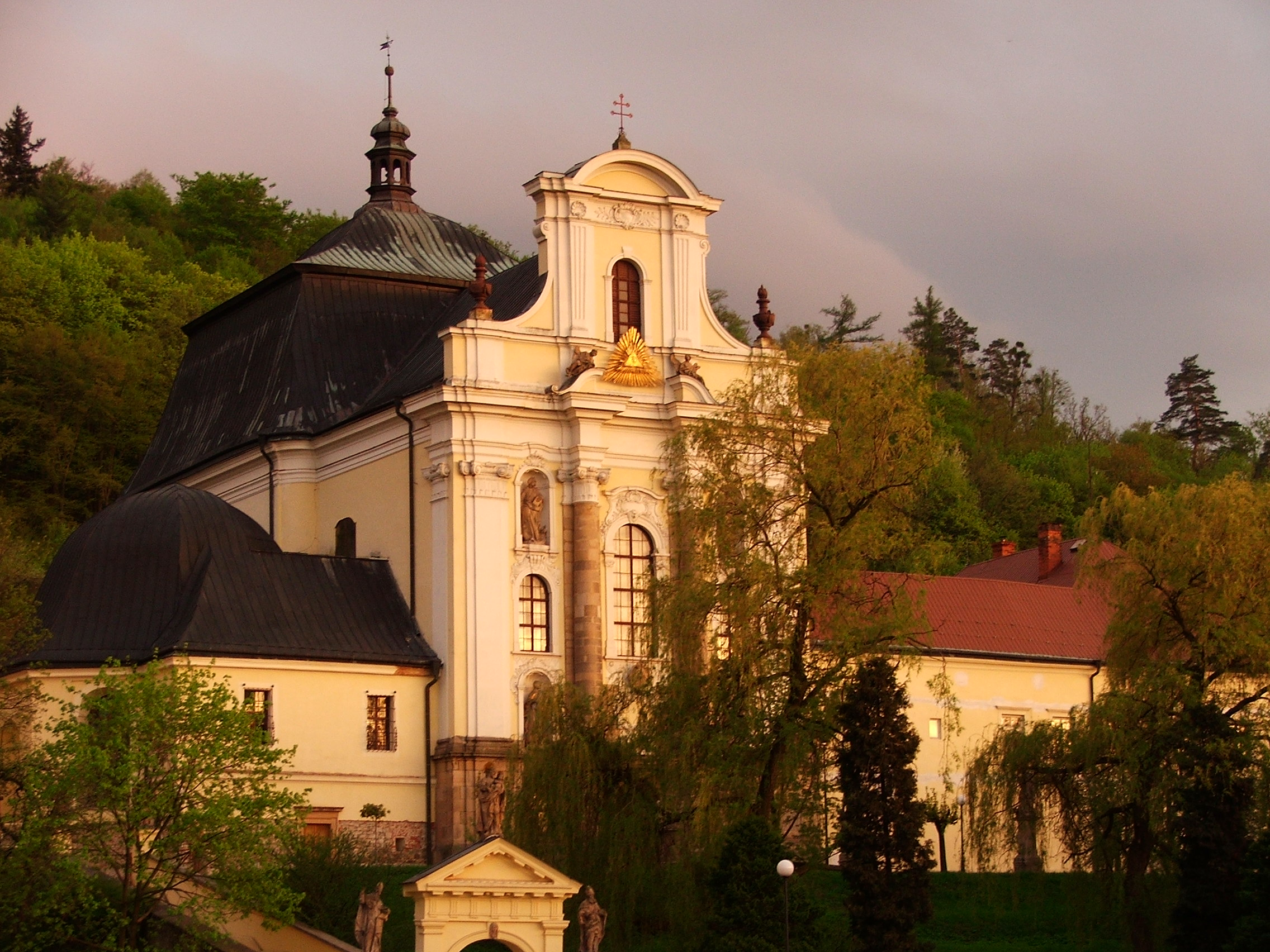
Szentháromság-templom
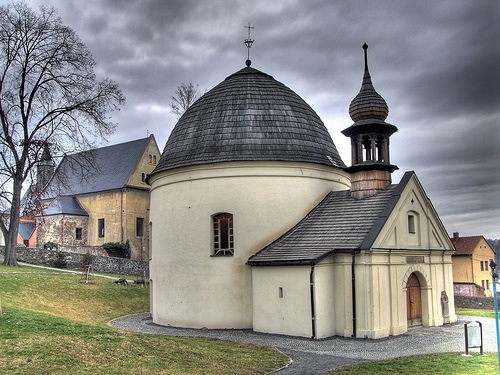
Szent Rókus-kápolna

## Testvérvárosok
- Châtel sur Moselle, Franciaország
- Łaziska Górne, Lengyelország
- Ljutomér, Szlovénia
- Ruttka, Szlovákia
- Szucsány, Szlovákia
- Téglás, Magyarország

## Környező látnivalók
- Kunvald
- Nový Jičín

## Népesség
A település népessége az elmúlt években az alábbi módon változott:
| Lakosok száma | 7628 | 7430 | 6818 | 4682 | 6455 | 6053 | 5740 | 5656 | 5484 | 5516 |
|               | 1869 | 1890 | 1921 | 1950 | 1980 | 2001 | 2017 | 2019 | 2022 | 2024 |